# أمير العرب
أمير العرب (ويعرف أيضا بأمير العربان؛ أي "قائد البدو") هو لقب يدل على قائد أو زعيم القبائل العربية البدوية في بادية الشام في الدول الإسلامية المتعاقبة خلال العصور الوسطى. جاء اللقب من إمارة العرب التي أسسها الأيوبيون لقبائل البادية العربية.

## راجع أيضا
- شيخ العرب